# Takuma Matsuyama
Takuma Matsuyama (* 9. November 2004 in Yachiyo) ist ein japanischer Motorradrennfahrer.

## Statistik

### In der Motorrad-Weltmeisterschaft
(Stand: Saisonende 2021)
| Saison | Klasse | Team            | Motorrad | Rennen | Siege | Zweiter | Dritter | Poles | Schn. Runden | Punkte | Ergebnis |
| ------ | ------ | --------------- | -------- | ------ | ----- | ------- | ------- | ----- | ------------ | ------ | -------- |
| 2021   | Moto3  | Honda Team Asia | Honda    | 4      | –     | –       | –       | –     | –            | 0      | 34.      |
| Gesamt | Gesamt | Gesamt          | Gesamt   | 4      | 0     | 0       | 0       | 0     | 0            | 0      |          |

### In der FIM-CEV-Moto3-Junioren-Weltmeisterschaft
(Stand: 9. Mai 2021)
| Saison | Team             | Motorrad | Rennen | Siege | Zweiter | Dritter | Poles | Schn. Runden | Punkte | Ergebnis |
| ------ | ---------------- | -------- | ------ | ----- | ------- | ------- | ----- | ------------ | ------ | -------- |
| 2020   | Asia Talent Team | Honda    | 11     | –     | –       | –       | –     | –            | 43     | 14.      |
| 2021   | Asia Talent Team | Honda    | 12     | –     | 1       | –       | –     | –            | 53     | 14.      |
| Gesamt | Gesamt           | Gesamt   | 23     | 0     | 0       | 0       | 0     | 0            | 96     |          |